# Szkoła Utagawa
Szkoła Utagawa (jap. 歌川派 Utagawa-ha) – japońska szkoła malarska skupiająca artystów tworzących w stylu ukiyo-e, działająca od końca XVIII do 2. połowy XIX wieku.

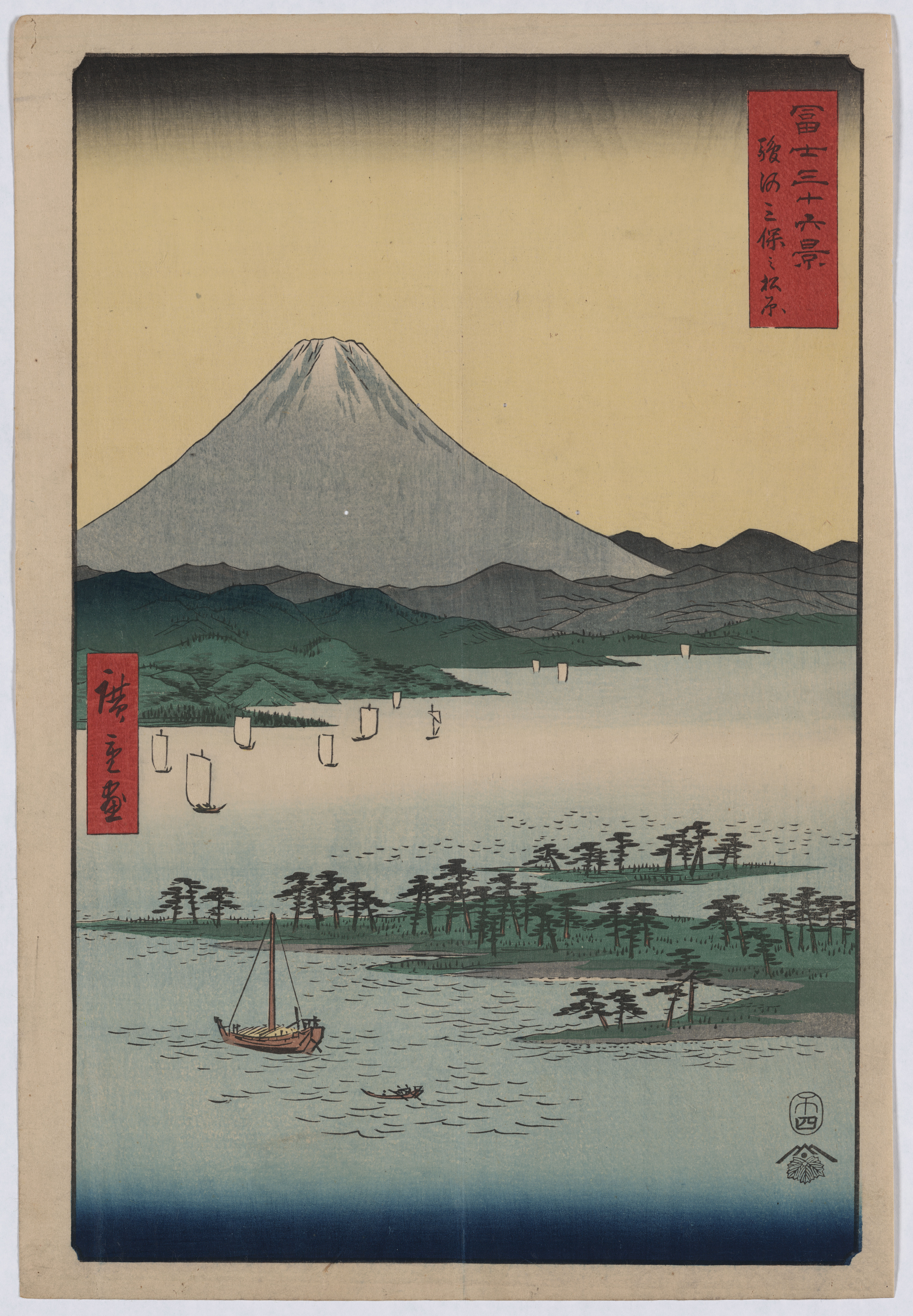
Hiroshige Andō, drzeworyt z cyklu 36 widoków na górę Fudżi

Twórcą szkoły był Toyoharu Utagawa (1735–1814), który wypracował własny styl drzeworytu ukiyo-e, wprowadzając do obrazów perspektywę. Artyści związani ze szkołą Utagawa specjalizowali się w tworzeniu pejzaży, portretów aktorów teatru kabuki oraz scen historycznych. Wśród przedstawicieli szkoły znajdują się m.in. Toyokuni Utagawa (1769–1820),  Kunimasa Utagawa (1773–1810), Toyohiro Utagawa (1735–1830), Kunisada Utagawa (1786–1865), Hiroshige Utagawa (1797–1858) i Kuniyoshi Utagawa (1798–1861).